# تلمان إسماعيلوف
تلمان إسماعيلوف (بالإنجليزية: Telman Ismailov)‏‏ (26 أكتوبر 1956 في باكو - ) شخصية أعمال، ورائد أعمال، وخبير مالي، وراعي فنون، وصاحب مطعم من الاتحاد السوفيتي.